# Netrokona (district)
Pour les articles homonymes, voir Netrokona.
Netrokona est un district du Bangladesh. Il est situé dans la division de Mymensingh. La ville principale est Netrokona Sadar.

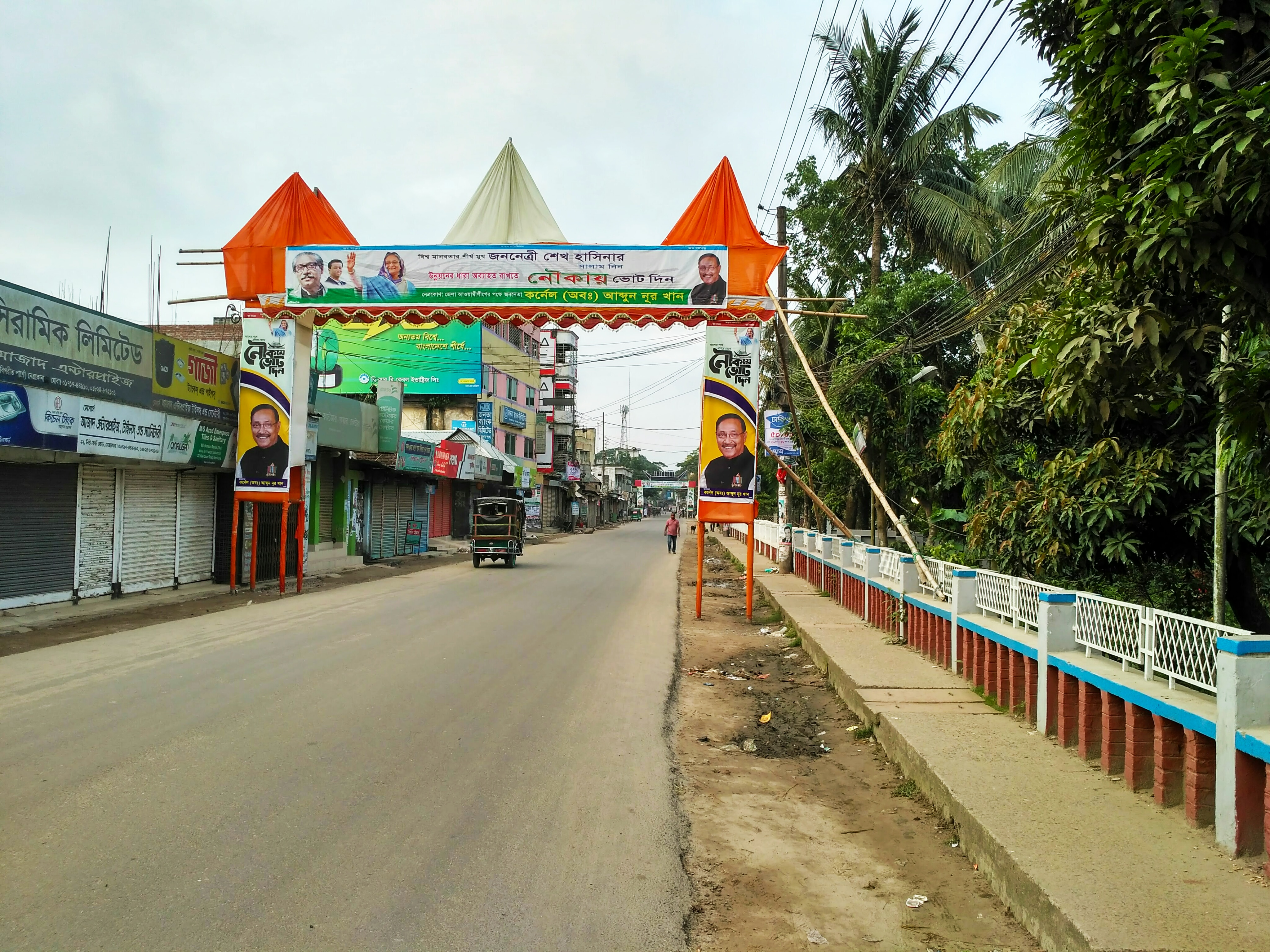
Vue de la route devant la maison du circuit de Netrokona